# (16154) Dabramo
(16154) Dabramo – planetoida z grupy pasa głównego asteroid okrążająca Słońce w ciągu 5 lat i 266 dni w średniej odległości 3,2 j.a. Została odkryta 1 stycznia 2000 roku w Pistoia Mountains Astronomical Observatory w San Marcello Pistoiese przez Andrea Boattiniego i Maurę Tombelli. Nazwa planetoidy pochodzi od Germano D'Abramo (ur. 1973), włoskiego matematyka i fizyka, współodkrywcy 3 planetoid. Przed nadaniem nazwy planetoida nosiła oznaczenie tymczasowe (16154) 2000 AW2.